# Arzano (Italie)
Pour les articles homonymes, voir Arzano.
Arzano est une ville italienne d'environ 33 850 habitants située dans la ville métropolitaine de Naples, dans la région Campanie, dans le Sud de l'Italie.

## Culture

### Sport
La ville dispose de nombreuses installations sportives, parmi lesquelles le Stade Sabatino De Rosa, qui accueille la principale équipe de football de la ville, l'US Arzanese.

## Administration
| Période                                  | Période  | Identité       | Étiquette       | Qualité |
| ---------------------------------------- | -------- | -------------- | --------------- | ------- |
| 19 avril 2005                            | En cours | Nicola De Mare | Centro-Sinistra |         |
| Les données manquantes sont à compléter. |          |                |                 |         |

### Communes limitrophes
Casandrino, Casavatore, Casoria, Frattamaggiore, Grumo Nevano, Naples.

## Jumelages
- Arzano (France) ;
- Cléguer (France).